# 公元
公历纪元（英語：Common Era，縮寫為），又稱作公元、西历纪元、西元，是當今國際社會最為廣泛使用的紀年標準。其源於西方國家使用的基督纪年，以當時認定的耶穌出生之后的那一年為紀年的開始，尽管目前学界普遍认为耶穌並非出生于如今所说的公元1年。目前现行的公历是格里历。
公历纪元的第1年稱作“公元1年”或“公元元年”，前一年称作“公元前1年”，没有“公元0年”。

## 歷史
公元紀年起源於基督教的影響。公元525年，基督教神學家狄奧尼修斯·伊希格斯建議將耶穌生年定為紀元元年，以取代當時羅馬教廷所採用的「戴克里先紀年」（以迫害基督徒著稱的羅馬皇帝戴克里先登基之年，即公元284年為元年，又稱「殉道者紀年」）。伊希格斯並推算耶穌是生於古羅馬建國後753年，但後來的歷史學家發現他的計算有誤，因耶穌出生時大希律王仍在位，但大希律王于公元前4年已駕崩。故此推定並非出生于公元1年，現在一般认为以耶穌誕生在约公元前7年至前4年左右的說法比较可靠。但是现在有学者说大希律王於公元前1年驾崩，因此推算出耶稣诞生於公元前2至3年。

## 英語用法
在英語裡，傳統上「紀元前」是用「BC」來代表，「紀元後」是用「AD」代表；「BC」是「Before Christ」（基督前）的首字母縮寫，基督徒常譯為「主前」；而「AD」則是拉丁文「Anno Domini」（在主之年）的縮寫，基督徒常譯為「主後」。現代由於西曆紀元的通用和標準化，為避免非基督徒的反感以及文化、意識形態上的爭議，也為了分清基督正確出生年份的訛誤（耶穌並非出生于公元1年），英語中越來越常用「BCE」和「CE」來分別代表「紀元前」和「紀元後」；「CE」是「Common Era」的縮寫，意為「公元」，而「BCE」是「Before the Common Era」的縮寫，意為「公元前」，但許多人基于各種因素仍然使用「BC」，「AD」则略去不寫。而「CE」也被一些人認為是「Christian Era」（基督紀年）的縮寫。

## 採用
聯合國採用公元（BCE和CE）而非基督纪元（BC和AD）。本身信仰基督新教的前聯合國秘書長科菲·安南也支持使用公元做為紀年，他也指基督教人士可以將CE理解為「Christian Era」。1912年，中華民國臨時政府決定採用國際通用的公元曆法做為國曆，但紀元部分沿用中國獨自的紀年傳統，稱民國紀年。
清朝时，多用西历称呼公历，自中華民國臨時政府成立之后，对外条约中普遍使用「公历」一词。現今臺灣官方及民間普遍沿用「西曆」或「西元」作為習慣翻譯。在1949年9月27日，中國人民政治協商會議第一屆全體會議決議，新成立的中華人民共和國放棄使用民國紀年，改用世界通用的公元紀年制度；中華人民共和國改稱「公元」，以昭明其是「國際共同」，避免「西方獨用」之義。